# Ljubinje (Bosnie-Herzégovine)
Pour les articles homonymes, voir Ljubinje.
Ljubinje (en serbe cyrillique : Љубиње) est une ville et une municipalité de Bosnie-Herzégovine située dans la république serbe de Bosnie et dans la région de l'Herzégovine. Selon les premiers résultats du recensement bosnien de 2013, la ville intra muros compte 2 744 habitants et la municipalité 3 756.

## Géographie
Ljubinje est située entre Trebinje et Mostar.

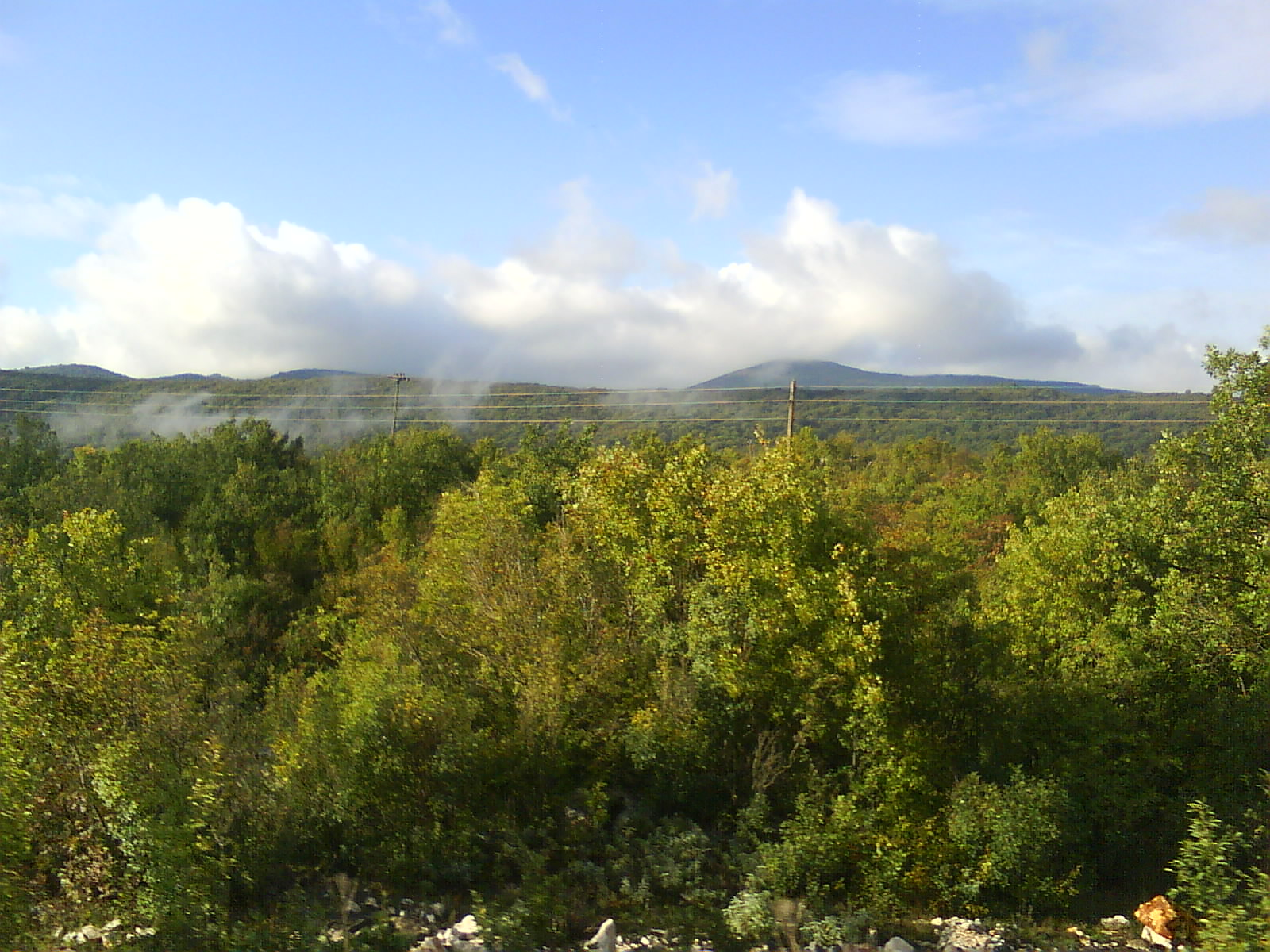
Paysage de Ljubinje.

## Histoire
La ville de Ljubinje est mentionnée pour la première fois au XIVe siècle.

## Localités

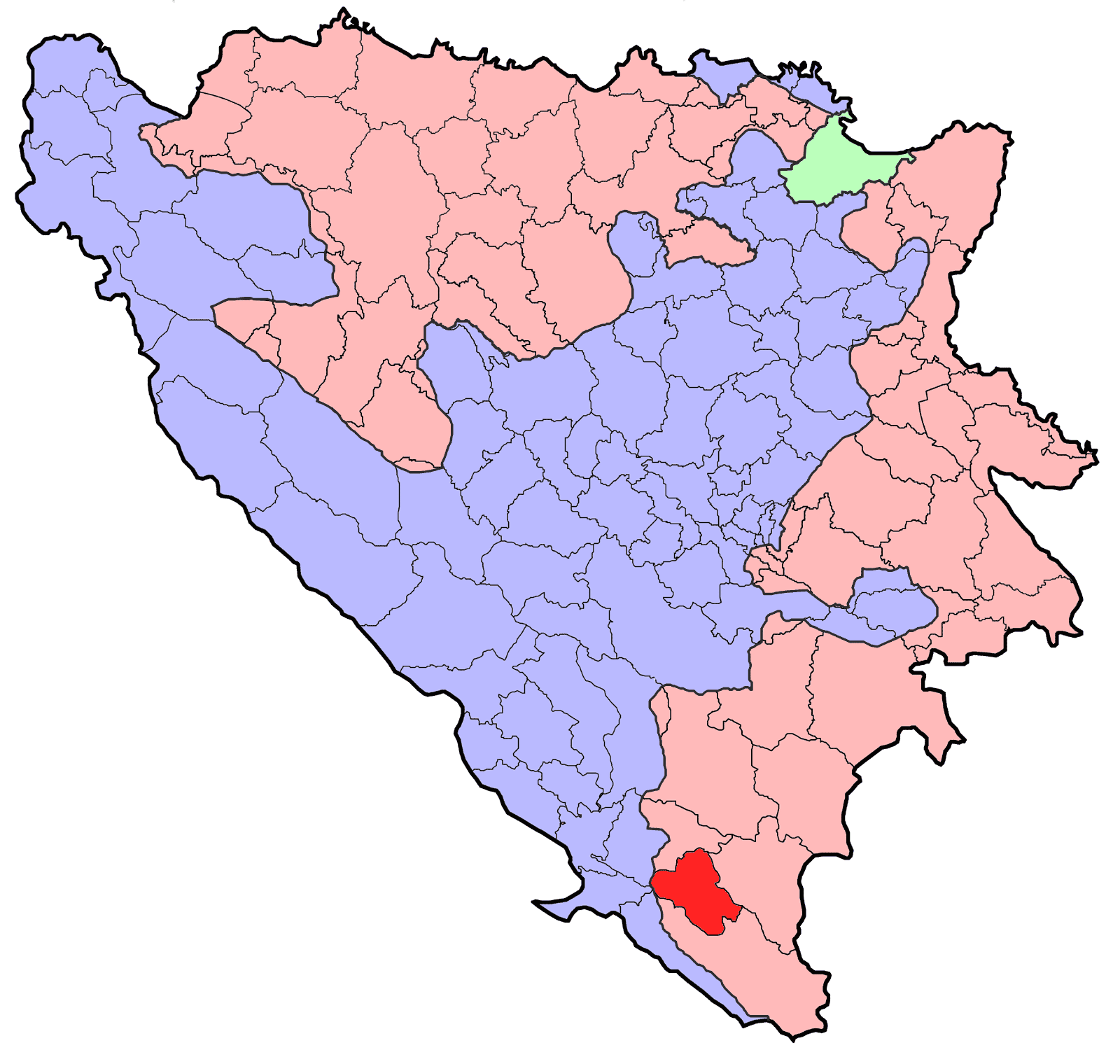
Localisation de la municipalité de Ljubinje en Bosnie-Herzégovine

La municipalité de Ljubinje compte 21 localités :
| - Bančići - Dubočica - Gleđevci - Grablje - Gradac - Ivica - Kapavica - Krajpolje - Krtinje - Kruševica - Ljubinje | - Mišljen - Obzir - Pocrnje - Pustipusi - Rankovci - Ubosko - Vlahovići - Vođeni - Žabica - Žrvanj |

## Démographie

### Villeintra muros

#### Évolution historique de la population dans la villeintra muros
| 1948 | 1953 | 1961 | 1971 | 1981  | 1991   | 2013  |
| ---- | ---- | ---- | ---- | ----- | ------ | ----- |
| 503  | 469  | 621  | 796  | 1 660 | 2 265, | 2 744 |

|  |

### Municipalité

#### Évolution historique de la population dans la municipalité
| 1971  | 1981  | 1991  | 2013  |
| ----- | ----- | ----- | ----- |
| 4 837 | 4 516 | 4 172 | 3 756 |

#### Répartition de la population par nationalités dans la municipalité (1991)
En 1991, sur un total de 4 172 habitants, la population se répartissait de la manière suivante :

## Politique
À la suite des élections locales de 2012, les 15 sièges de l'assemblée municipale se répartissaient de la manière suivante :
| Parti                                               | Sièges |
| --------------------------------------------------- | ------ |
| Parti démocratique serbe (SDS)                      | 6      |
| Alliance des sociaux démocrates indépendants (SNSD) | 5      |
| Alliance démocratique nationale (DNS)               | 1      |
| Parti démocratique (DP)                             | 1      |
| Parti du progrès démocratique (PDP)                 | 1      |
| Parti radical serbe (SRS)                           | 1      |

Vesko Budinčić, membre du Parti démocratique serbe (SDS), a été élu maire de la municipalité.

## Tourisme

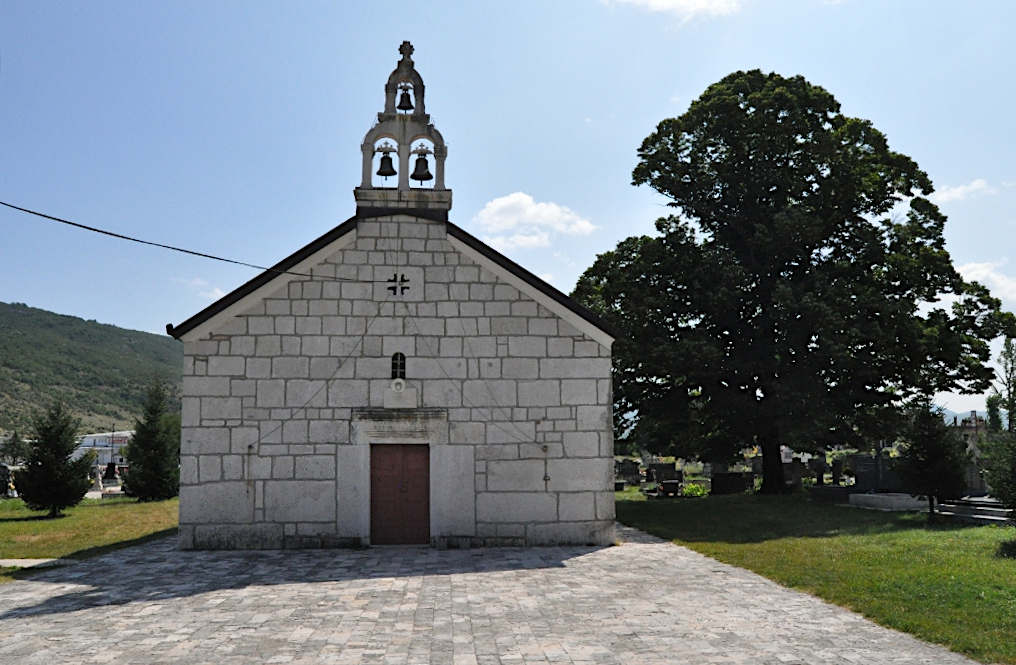
L'église de la Nativité-de-la-Mère-de-Dieu de Ljubinje
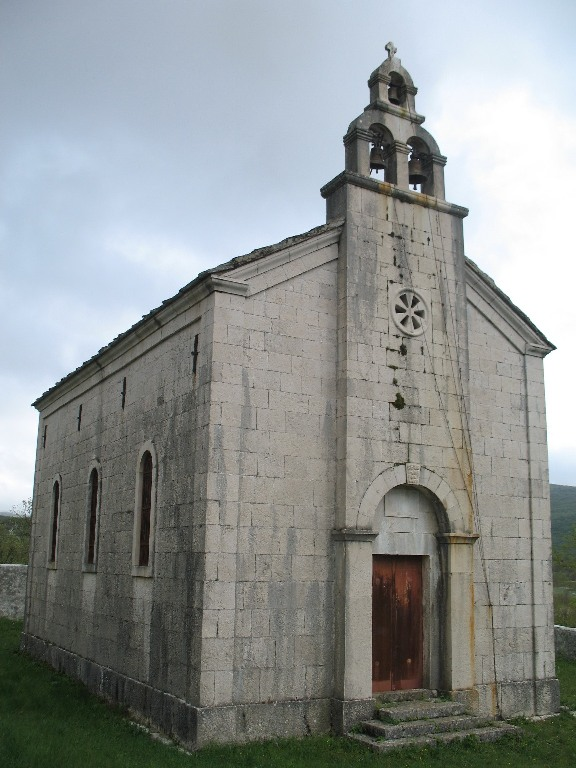
L'église Saint-Lazare de Vlahovići
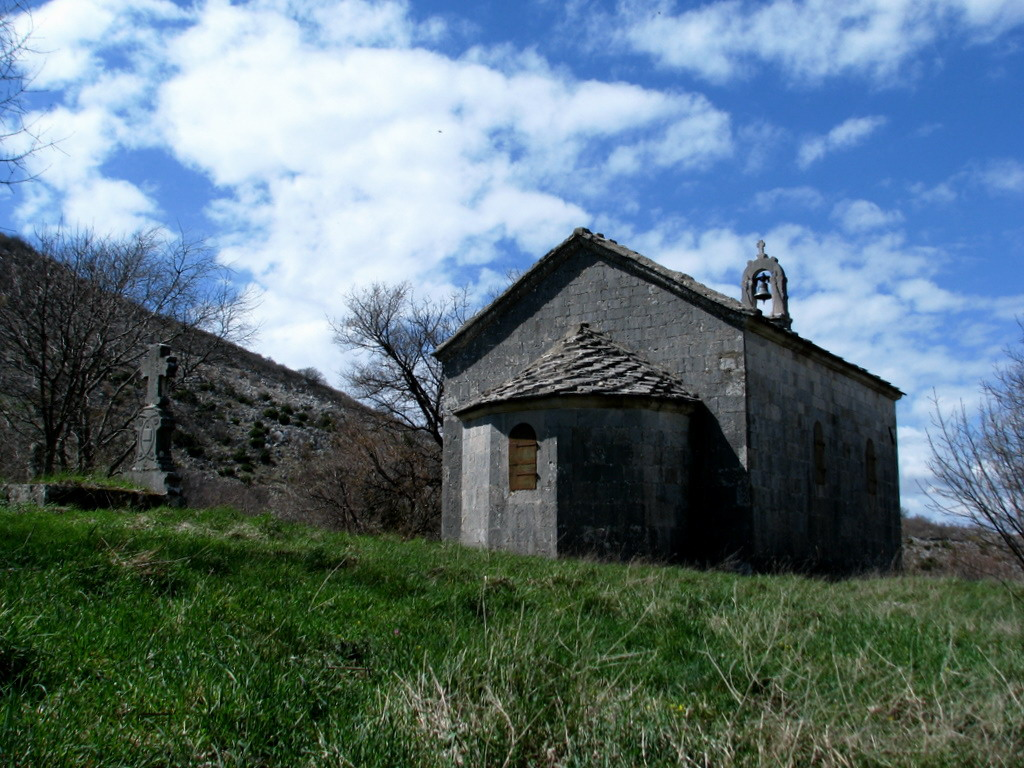
L'église Saint-Basile-d'Ostrog de Mišljen
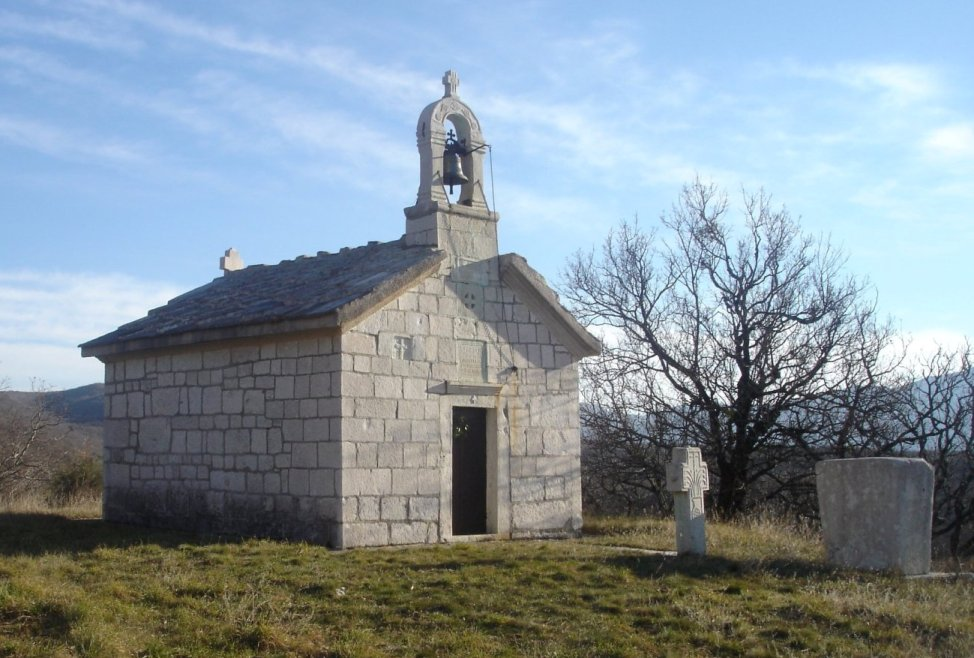
L'église Saint-Élie de Gradac

## Personnalités
- Đorđe Đurić, joueur de volley-ball
- Gojko Đogo (né en 1940), sénateur, poète et académicien Gojko Đogo ; il est né à Vlahovići
- Miroslav Toholj, écrivain et homme politique
- Admir Vladavić, footballeur